# Milanesiska
Milanesiska är en dialekt av lombardiska som talas i staden Milano med omgivningar. Lombardiskan är till skillnad från italienska ett galloromanskt språk, och ren milanesiska är tydligt olik italienskan. 
Milanesiska har ingen officiell status i vare sig Milano eller någon annanstans. Det enda officiella språket i Milano är sedan Italiens enande på 1800-talet italienska. Dessförinnan var dock milanesiskan ett använt litteraturspråk i delar av norra Italien.

## Stavning
Eftersom milanesiska inte har officiell status, finns det flera idiomatiska stavningar. Den äldsta som används ännu, och troligtvis den som används mest, är stavningen som antogs av den milanesiska diktaren Carlo Porta. Typiskt för hans system är oeu för vokalen /ö/.
Nyare stavningar försöker
- förenkla reglerna
- förenkla läsningen för personer som talar italienska
- förena stavningen av milanesiska med stavningarna för de andra lombardiska dialekterna

Många av alternativsystemen använder ü, ö och u i stället för u, oeu och ô, för att avstyra förbistringen mellan milanesiska och italienska vokaler.